# Roger Bissière
Roger Bissière (Villeréal (Òlt i Garona), 22 de setembre del 1886 - Boïssiérette (Marminiac), 2 de desembre del 1964) va ser un pintor francès.

## Biografia
Les seves primeres pintures eren paisatges que reflectien el camp de la seva regió amb una dignitat monumental. Anà a París el 1910 i es guanyà la vida fent de periodista mentre continuava pintant. Després d'una època d'experimentacions amb el Cubisme, es vinculà durant un temps amb Amédée Ozenfant i Le Corbusier, i col·laborà amb la seva publicació Esprit Nouveau.
Entre el 1925 i 1938 ensenyà a l'Académie Ranson, on exercí una gran influència en molts dels artistes abstractes més joves, com ara Alfred Manessier. No obstant això, la seva obra, durant els anys vint i trenta, romangué gairebé desconeguda. El 1938 es retirà a la seva regió natal i durant la guerra va contreure una malaltia ocular que li va impedir continuar pintant. En comptes d'això, feu composicions on ajuntava tapissos i altres materials. Una operació li permeté tornar a pintar, i al llarg dels anys cinquanta aconseguí el reconeixement que mereixia des de feia tant de temps.
Les seves enormes composicions, semblants a tapissos, de colors rics i brillants, foren exposades arreu del món i assoliren preus més alts que qualsevol altre artista viu. Abstractes en aparença, eren resultat de la minuciosa i la delicada reducció d'escenes naturals a pautes espurnejants de colors que interaccionen. Bissière rebutjà sempre la denominació d'abstracte per a la seva obra. El reconeixement que s'atorgà als seus darrers treballs provocà una reconsideració del que havia fet al començament i a la meitat de la seva trajectòria. El mateix Bissière acostumava a dir que les obres d'aquests períodes finalment serien valorades fins i tot per sobre de les que li van reportar la fama.